# 海林縣
海林县，中国旧县名。
1948年由新海、五林两县合置，治所在今黑龙江省海林市海林镇。属松江省。后历有废置。1992年撤销，改设海林市。 